# Johannes Osten
Johannes Franciskus Osten (ur. 14 września 1879 w Batawii, zm. 27 marca 1964 w Hadze) – holenderski admirał i szermierz, brązowy medalista olimpijski.
Był zawodowym wojskowym, służył w Koninklijke Marine. W stan spoczynku przeszedł w stopniu wiceadmirała. Stacjonował między innymi w Holenderskich Indiach Wschodnich.
Na olimpiadzie letniej w Atenach w 1906 roku Holendrzy w składzie: James Melvill van Carnbée, Maurits Jacob van Löben Sels, George van Rossem i Johannes Osten zdobyli brązowy medal w szpadzie drużynowej. W szabli indywidualnej i w turnieju szablistów - 3 uderzenia odpadał w pierwszej rundzie. Startował także w szpadzie indywidualnej, w której ponownie odpadł w pierwszej rundzie.
W trakcie II wojny światowej był członkiem holenderskiego ruchu oporu. Aresztowany w lutym 1944 przebywał w niemieckiej niewoli w obozie Remscheid-Lüttringhausen.
Odznaczony Orderem Gwiazdy Czarnej, Legią Honorową (Komandor), Orderem Lwa Niderlandzkiego i Orderem Oranje-Nassau.